# إلينور أوستروم

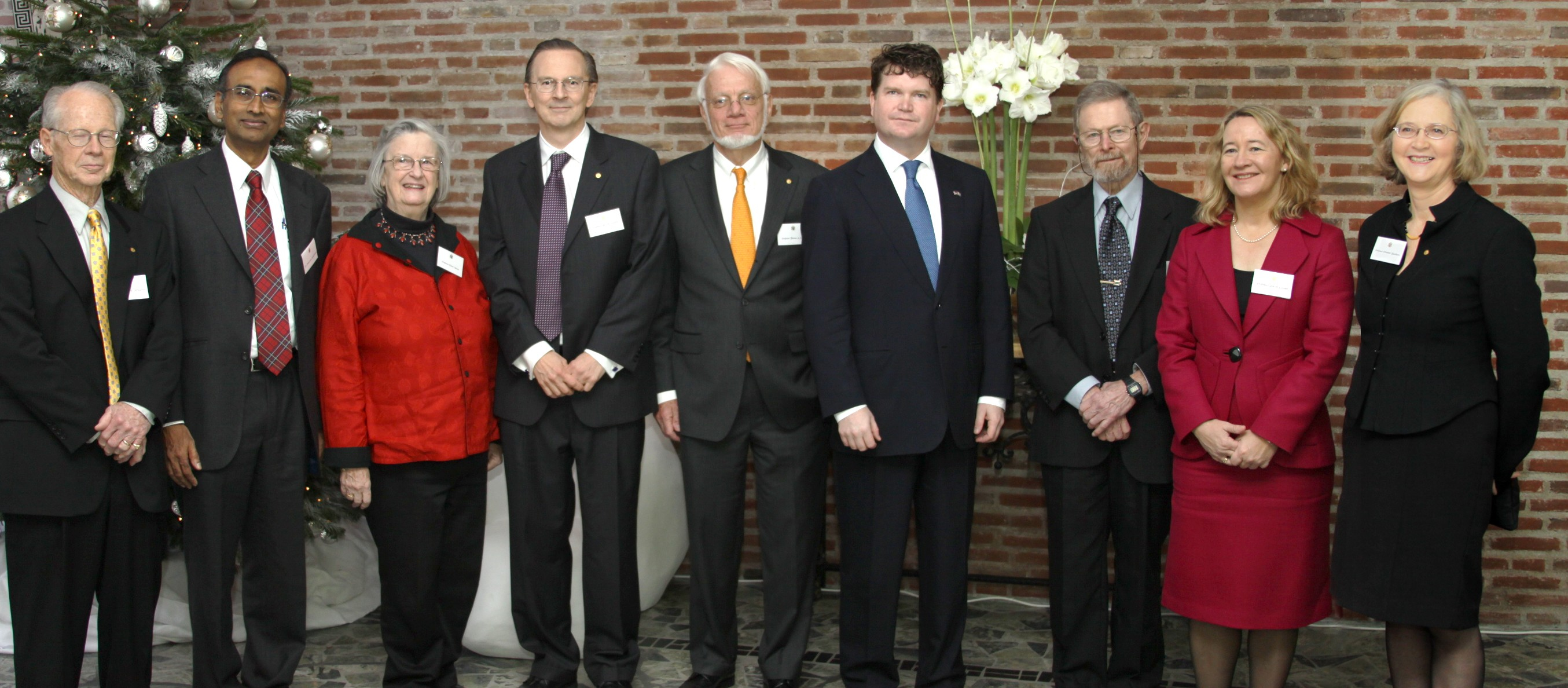
إلينور أوستروم مع الفائزين الآخرين بجائزة نوبل لعام 2009

إلينور أوستروم (بالإنجليزية: Elinor Ostrom)‏ (مواليد 7 أغسطس 1933 بلوس أنجلس - وفاة 12 يونيو 2012) هي عالمة سياسة أميركية. حائزة على جائزة نوبل في العلوم الاقتصادية عام 2009 بالمشاركة مع أوليفر وليامسون. وهي أول امرأة تحصل على هذه الجائزة في الاقتصاد. وذلك بسبب تحليل الإدارة الاقتصادية، ولا سيما إدارة المشاركة، واقتصاد البيئة. · .

## سيرتها
تعتبر إلينور أوستروم عضوا في الأكاديمية الوطنية للعلوم في الولايات المتحدة منذ عام 2001. وعملت كأستاذة للعلوم السياسية في جامعة إنديانا ببلومنغتون ومديرة مركز دراسات التنوع المؤسسي بجامعة أريزونا. على الرغم من أن عائلة والدها كانت يهودية إلا أن إلينور أوستروم نشأت كمسيحية بروتستانتية.

## أعمالها
تميزت أبحاث إلينور أوستروم ببحوث في مجال اقتصاديات البيئة. فتناولت مسألة كيفية تعامل الناس مع البيئة واستغلالها، من خلال دراستها لاقتصاديات صيد الأسماك وطرق الري واقتصاديات الغابات وتنمية الأشجار. ثم توجهت خلال سنواتها الأخيرة لدراسة نشر العلوم والمعرفة ومسألة حقوق الابتكار والإبداع.
وتتعلق دراسات السيدة أوستروم بمسألة كيفية الناس لتنظيم نفسها بغرض إيجاد حلول جماعية لمشكلات معقدة. وقامت بتحليل كيفية تأثير مؤسسات وما تصدره من تعليمات على عمل الناس، وكيفية تحفيز الناس على اتخاذ القرارات بنفسهم أثناء العمل. وبينت حلولا قيمة في هذا السبيل.
وبشأن الأعمال المتصلة بالبيئة فقد بينت أن المجهودات الفردية وعلى المستوى المحلي يمكن أن تكون أكثر نجاحا مما تقوم به حكومات. يرجع ذلك إلى تعقد المسائل المتعلقة وكذلك على اختلاف صانعي القرار. فكانت تنصح باتخاذ القرار على المستوى المحلي، وبتعدد تلك المراكز على مستوى البلد ككل، أي تلافي المركزية في تلك الأمور. بحيث يقوم الأفراد المعنيين باتخاذ قراراتهم من واقع الوضع المحلي. وتعطي العمل الفردي كفاءة أعلى من كفاءة قرارات تأتي من حكومة مركزية قابعة في العاصمة.
"
وتنطبق توجيهات إلينور أوستروم على نظام صندوق العلاج الطبي المتبع في النمسا وألمانيا وسويسرا، حيث لا تقوم الحكومة بهذا العمل، وإنما تقوم به صناديق مختلفة تخضع للعمل والمسؤولية الذاتية من أجل تقديم أحسن الخدمات إلى المرضي من المواطنين ورعايتهم الصحية بأفضل ما يكون.
ويقول الأستاذ الدكتور غونتر يانسن، وزير التضامن الاجتماعي السابق في حكومة مقاطعة شليزفيج-هولشتاين بألمانيا بأن «الأطباء وصناديق العلاج يشكّلان أحسن نظام للرعاية الصحية، أحسن من أن تقوم به الحكومة».

## روابط خارجية
- إلينور أوستروم على موقع الموسوعة البريطانية (الإنجليزية)
- إلينور أوستروم على موقع مونزينجر (الألمانية)
- إلينور أوستروم على موقع إن إن دي بي (الإنجليزية)